# Гао
Га́о (фр. Gao) — город на северо-востоке центральной части Мали.

## География
Город находится на востоке Мали (юго-восток Азавада), на левом берегу реки Нигер, на высоте 226 метров над уровнем моря. Гао расположен в 320 км к юго-востоку от города Томбукту, в 103 км к северо-западу от города Ансонго и в 204 км от границы с Нигером.
Город соединён асфальтированной дорогой со столицей страны, городом Бамако; протяжённость этой дороги составляет около 1200 км. По реке Нигер имеется сезонное паромное сообщение. Паромные перевозки между городами Куликоро и Гао (1380 км) обслуживаются компанией Compagnie Malienne de Navigation и действуют обычно с конца июля до ноября, когда уровень воды в реке позволяет судам проходить.

## История
В прошлом Гао был столицей средневековой империи Сонгаи. Вплоть до настоящего времени город является одним из центров Транссахарской торговли.
В 2006 году через реку Нигер в Гао был построен мост, который заменил паромную переправу. Строительство моста осуществляла Китайская государственная строительная компания, а профинансировали Исламский банк развития и правительство Мали.
После военного переворота в Мали весной 2012 года, 11 января 2013 года Франция начала на территории страны военную операцию «Сервал». 25 апреля 2013 года Совет Безопасности ООН принял резолюцию № 2100 о проведении комплексной операции по стабилизации обстановки в Мали (MINUSMA). 27 ноября 2013 года сюда прибыли первые миротворцы из КНР. В дальнейшем, на окраине города была построена военная база ООН, также китайские инженеры начали восстановление аэропорта и двух городских больниц.

## Климат
Климат Гао жаркий и сухой. Среднегодовая температура составляет +27 °C. Наиболее холодный месяц года — январь (в среднем +22 °C), наиболее жаркий — май (в среднем +37 °C). В год здесь выпадает лишь 270 мм осадков, причём более 100 мм из этого количества — в августе. В течение 5 месяцев в году дожди вообще не идут.
| Показатель                    | Янв. | Фев. | Март | Апр. | Май  | Июнь | Июль | Авг. | Сен. | Окт. | Нояб. | Дек. | Год   |
| ----------------------------- | ---- | ---- | ---- | ---- | ---- | ---- | ---- | ---- | ---- | ---- | ----- | ---- | ----- |
| Средний суточный максимум, °C | 30,8 | 33,8 | 37,2 | 40,5 | 42,6 | 41,6 | 38,7 | 37,1 | 38,7 | 39,3 | 35,5  | 31,3 | 37,3  |
| Средняя температура, °C       | 22,8 | 25,5 | 29,0 | 32,7 | 35,6 | 35,3 | 32,7 | 31,4 | 32,5 | 32,2 | 27,7  | 23,6 | 30,1  |
| Средний суточный минимум, °C  | 14,8 | 17,1 | 20,9 | 24,9 | 28,5 | 29,0 | 26,8 | 25,8 | 26,2 | 25,0 | 19,9  | 15,9 | 22,9  |
| Норма осадков, мм             | 0,0  | 0,0  | 0,3  | 2,6  | 5,9  | 22,0 | 56,7 | 69,2 | 28,0 | 3,8  | 0,0   | 0,1  | 188,6 |
| Источник:                     |      |      |      |      |      |      |      |      |      |      |       |      |       |

## Население
По данным на 2013 год численность населения города составляла 49 483 человека.
Динамика численности населения города по годам:
| 1998   | 2013   |
| ------ | ------ |
| 34 703 | 49 483 |

## Достопримечательности

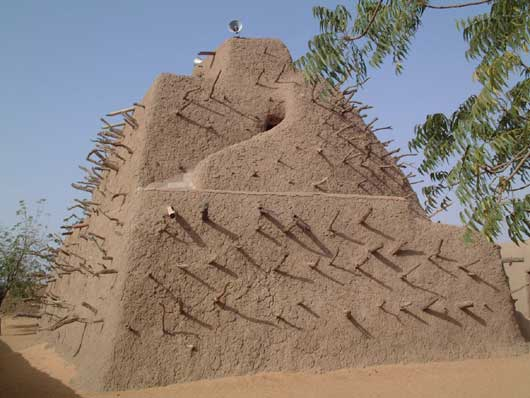
Могила Аскиа

В Гао находится знаменитая «пирамида» Могилы Аскиа, основателя империи Сонгаи, отнесённая вместе с двумя средневековыми мечетями города и местным старинным кладбищем к Всемирному наследию ЮНЕСКО. Другой достопримечательностью Гао являются красные дюны Койма, отвесно ниспадающие на правом берегу Нигера.

### Мечети Гао

#### Региональные модели
Мечети излучины Нигера и предсахарской степи образуют группу, соответствующую северной оконечности Сахеля, находящейся в непосредственном контакте с пустыней. Главный фасад мечетей в излучине Нигера гладкий, без вертикальных элементов, террасы с мерлонами встречаются редко. На внешнем фасаде михраб образует низкий выступ, заканчивающийся конической точкой, но не увенчан башней. Внутри мечети колонны массивные, аркады отсутствуют, а настенных украшений мало. Только минарет выделяется среди этих довольно низких зданий. Вкратце, эта группа мечетей встречается в основном на севере Мали и Нигера и является прерогативой народностей сонгай и туарегов. Для нее характерны минарет, низкая и выступающая коническая башня-михраб, редкость контрфорсов и бойниц, а также массивные опоры в молитвенном зале, как в мечетях Санкор и Сиди Яхья в Тимбукту и Тендирма в Мали.

#### Мечети Гао
Некогда центр империи Сонгай и оживленный торговый центр, Гао может похвастаться богатым историческим наследием в трех своих городских поселениях: Гао Саней, Старый Гао и Гао. Раскопки в Гао Саней, древнейшем поселении к востоку от современного города, было обнаружено королевское кладбище, украшенное эпитафиями и надгробными плитами, датируемыми 1104 годом. Старый Гао, построенный в восьмом-десятом веках, сосуществовал с Гао Саней и служил неотъемлемой частью городской ткани.
В Старом Гао проводились раскопки. обнаружили два монументальных здания, датируемых началом десятого века. Одно из этих строений, предположительно являющееся мечетью, имеет размеры, указывающие на его важность в общине. Размеры мечети составляют примерно [вставьте размеры здесь] и включают архитектурные элементы, характерные для того периода. Эта мечеть, вероятно, играла центральную роль в религиозной и культурной жизни Старого Гао, служа местом поклонения и сбора общины.
Более того, отсутствие ниши для михраба в этой мечети говорит о том, что она могла использоваться ранними мусульманскими общинами, возможно, исмаилитами или ибадитами, что отражает разнообразие религиозной жизни региона в то время. Датируемая концом XII-XIV веками, мечеть является одной из старейших мечетей, раскопанных на сегодняшний день в Западной Африке, и дает ценную информацию о раннем распространении ислама в регионе.
Кроме того, мечеть-гробница Аскии Мухаммада, построенная между 1493 и 1538 годами, демонстрирует уникальные архитектурные элементы и обширные размеры. Занимая площадь около 2500 м², это большое сооружение состояло из семи отсеков, расположенных параллельно стене киблы, с аркадами, опирающимися на широкие опоры. Во внутреннем дворе мечети, который был больше крытого зала, находился минарет, возвышающийся на 12 метров в центре. Этот характерный минарет, украшенный тороном, был похож на мечеть Ибн Тулуна в Каире, что подчеркивает архитектурные влияния, сформировавшие мечети Гао в этот период.

## Города-партнёры
- Тионвиль, Франция[13]
- Беркли, США[14]
- Шымкент, Казахстан